# القرينة
القرينة هي بلدة تقع في وادي الشعيب المعروف قديما بوادي قران، ومن هنا جاءت تسميتها، وهي تابعة لمحافظة حريملاء، تقع شمال غرب مدينة الرياض على بعد 52 كلم.

## موقع القرينة
تقع في وسط شعيب حريملاء الذي يمتد حتى ملهم بمحاذاة الوادي مما يضفي عليها جمالا خاصة عند هطول الأمطار، وتشتهر بوفرة مياهها الجوفية مقارنة بالبلدان المجاورة لها. ويظهر إن القرينة تعدد عمرانها، فقد كانت قديما تعرف باسم (قرّآن) وكانت معمورة ذات نخل على ما ذكر البكري وياقوت وغيرهما.

## تاريخيًا
القرينة كانت وادي هوذة بن علي بن ثمامة بن عمرو الحنفي، من بنو حنيفة، من بكر بن وائل صاحب اليمامة، شاعر بني حنيفة وخطيبها قبيل الإسلام، كان حليفاً لكسرى وحافظا لمصالحه، وهو الذي توجه كسرى، وكان نصرانيا، وهو من أهل قرّآن بضم القاف وتشديد الراء من قرى اليمامة، وقيل غير ذلك. وكان ممن يزور كسرى في المهمات. ويقال له: ذو التاج، فقد روي: أنه دخل على كسرى، فأعجب به ودعا بعقد من الدر، فعقد على رأسه، فسمي ذا التاج، وقيل: إنما كانت خرزات تنظم له. وهناك مسجد يعتقد أنه بني على أنقاض أقدم كنيسة في نجد. إذ تشير المصادر التاريخية إلى إيغال بلدة «القرينة» في القدم، كما تدل على ذلك الكتابات الثمودية التي وجدت في وادي «مليح» في «القرينة»، فضلاً عن ذكرها المتواتر في كثيرٍ من المراجع والروايات التاريخية، كما في كتاب صفة جزيرة العرب لـ أبو محمد الهمداني، بل إنها وردت في قصيدة للشاعر الشهير جرير، حين قال:
كأن أحداجهم تحدى مقفية نخلٌ بملهم أو نخل بقرّانا
 كتابه رسول الله (صلّى الله عليه وسلام) إلى ملك اليمامة
وأرسل رسول الله (صلّى الله عليه وسلام) سليط بن عمرو إلى ملك اليمامة هوذة بن علي الحنفي يدعوه إلى الإسلام، وجاء في رسالته:
«بسم الله الرحمن الرحيم: من محمد رسول الله إلى هوذة بن علي، سلام على من اتبع الهدى، واعلم أن ديني سيظهر إلى منتهى الخف والحافر، فأسلم تسلم، وأجعل لك ما تحت يديك».
فلما أتاه سليط بن عمرو أرسل إلى النبي (صلّى الله عليه وسلام) وفداً فيهم مجاعة بن مرارة والرجال بن عنفوة يقول له: إن جعل الأمر له من بعده أسلم وسار إليه ونصره، وإلا قصد حربه، فقال رسول الله (صلّى الله عليه وسلام): «لا ولا كرامة، اللهم اكفنيه» فمات بعد قليل.
وروي أن هوذة بن علي ملك اليمامة كتب إلى رسول الله (صلّى الله عليه وسلام) كتابا جاء فيه: ما أحسن ما تدعو إليه وأجمله، وأنا شاعر قومي وخطيبهم، والعرب تهاب مكاني، فاجعل لي بعض الأمر أتبعك. ثم أجاز سليطا بجائزة وكساه أثوابا من نسج هجر.
وقيل: إن هوذة أهدى إلى رسول الله (صلّى الله عليه وسلام) غلاما اسمه: كركر

## مسجد القرينة
كنيسة تم تحويلها إلى مسجد والذي يعتبر أول مسجد في اليمامة وأحد أوائل المساجد في الإسلام. وقد ورد عنها احاديث نبوية
فقد ورد في سنن النسائي:
عن طلق بن علي، قال خرجنا وفداً إلى النبي صلى الله علية وسلم، فبايعناه، وصلينا معه، وأخبرناه أن بأرضنا بِيعَةً لنا، فاستوهبناه من فضل طهوره، فدعا بماء، فتوضأ وتمضمض، ثم صبه في إداوة، وأمرنا، فقال «اخرجوا، فإذا أتيتم أرضكم فاكسروا بِيعَتَكُم، وانضحوا مكانها، بهذا الماء، واتخذوها مسجداً»، قلنا: إن البلد بعيد، والحر شديد، والماء ينشف، فقال: «مدوه من الماء، فإنه لا يزيده إلا طيبا»
فخرجنا حتى قدمنا بلدنا، فكسرنا بِيعَتَنَا، ثم نضحنا مكانها واتخذناها مسجداً، فنادينا فيه بالأذان، قال: والراهب رجل من طيء، فلما سمع الأذان، قال: دعوة حق، ثم استقبل تلعة من تلاعنا، فلم نره بعد.،
قال الالباني صحيح.
وورد في صحيح ابن حبان:
عن قيس بن طليق عن أبيه، قال: خرجنا ستة وفدٍ إلى رسول الله صلى الله عليه وسلم، خمسة من بني حنيفة، والسادس رجل من ضبيعة بن ربيعة، حتى قدمنا على رسول الله صلى الله عليه وسلم، فبايعناه وصلينا معه، وأخبرناه أن بأرضنا بِيعَةً لنا، واستوهبناه من فضل طهوره، فدعا بماء فتوضأ منه وتمضمض، ثم صبه لنا في إداوةٍ، ثم قال: «اذهبوا بهذا الماء، فإذا قدمتم بلدكم، فاكسِروا بِيعَتَكُم، ثم انضَحُوا مكانها من هذا الماء، واتخذوا مكانها مسجداً»، فقلنا: يارسول الله، البلد بعيد والماء ينشف، قال «فأمدوه من الماء، فإنه لا يزيدُهُ إلا طيباً»، فخرجنا، فتشاححنا على حمل الإداوة أينا يحملها، فجعلها رسول الله لكل رجل منا يوماً وليلة، فخرجنا بها حتى قدمنا بلدنا، فعملنا الذي أمرنا وراهب ذلك القوم رجل من طيئٍ، فناديناه بالصلاة فقال الراهب: دعوة حق ثم هرب فلم يُرَ بعد.
و أورد المحقق لكتاب ابن حبان وهو شعيب الأرناؤوط تعليقاً على طلق رضي الله عنه فقال: قال أبو حاتم رضي الله عنه: ... طلق بن علي كان قدومه على النبي صلى الله عليه وسلم أول سنة من سني الهجرة، حيث كان المسلمون يبنون مسجد رسول الله صلى الله عليه وسلم بالمدينة.
و قد ذكر حمد الجاسر في كتابة وهو يتحدث عن وادي قُرَّان وقال «ومن بني سحيم أهل قُران اناس وفدوا على رسول الله صلى الله عليه وسلم مثل طلق بن علي وعلي بن شيبان وغيرهما وكانت النصرانية قد انتشرت بين بعض قبائل العرب فكان لدي بني سحيم كنيسه فأعطاهم النبي صلى الله عليه وسلم اداوة فيها ماء وامر ان يهرق فيها لتطهيرها. ويشاهد المرء بين حريملاء وبين القرينة فوق جانب الجبل الواقع جنوب الوادي المطل عليه اثار بناء مرتفع يطلق عليه اسم (الكُنيَّسة) بالتصغير وقد يكون اثار حصن من الحصون لصق بها الاسم لاطلاقها على المكان الذي كانت تقع فيه الكنيسة لبعد المكان عن المدينة وارتفاعه عن الوادي الذي ينشر فيه السكان وقد تكون آثار دير قديم».
وقال عبدالله بن خميس في كتابة «قُرَّان بضم القاف، وفتح الراء المشددة، فألف ونون هي القرينة الآن، تتوسط وادي الشعيب اسفل من حريملاء واعلى من ملهم» ثم قال «وقد أسلم أهل قران وحسن اسلامهم، وذهب وفد منهم إلى النبي صلى الله عليه وسلم، فيهم طلق بن علي وعلي بن شيبان، وكان لديهم قبل كنيسة وفيهم انتشرت النصرانية، فأعطاهم النبي صلى الله عليه وسلم أداوة فيها ماء، وأمر بأن يهرق فيها لتطهيرها من رجس الكفر، وعلى قمة الحبل المقابل للقرينة بناء على غير مثال ادركنا بعض زواياه وجدره يسمى (الكُنيَّسة) بالتصغير قد يكون هو كنيسة قران وقد يكون ديرا من اديره النصرانية هناك، قاله الأستاذ حمد الجاسر».
وقال راشد بن عساكر في كتابة «ووفقاً لما ورد في الروايات الصحيحة فإن اقدم مسجد بني في الإسلام في بلاد اليمامة وبأمر من رسول الله صلى الله عليه وسلم هو مسجد قرّان (القرينة) والذي تم بناؤة بأمر من رسول الله صلى الله عليه وسلم فقد وفد عليه في السنه الأولى من الهجرة اشراف القوم من قبيلة بني حنيفة» ثم قال «ولهذا الحديث المتقدم يمكن القول بأن أول مسجد أسس في بلاد اليمامة وبأمر من رسول الله صلى الله عليه وسلم هو مسجد قرّان والذي حول من كنيسه إلى مسجد وقد سميت كنيسة قران فيما بعد وصغرت إلى الكُنيَّسة بتشديد الياء ولا تزال معروفه إلى اليوم»

## إعادة إنشائها
يرجع إعادة إحيائها إلى حوالي مائتين سنة مضت، ففي عام 1222 هجرية خرج أبناء سند بن علي بن عبد الله بن فطاي الودعاني الدوسري الأربعة (مقرن – سلطان – زومان – علي) إلى القرينة فأسسوها وغرسوا نخلها وبنوا قصرها وأحكموا أسوارها وكان معهم العلامة الشيخ محمد بن مقرن الذي توفي سنة 1267 هجرية.[وفقًا لِمَن؟] (يراجع تاريخ الفاخري ونحوه لضبط المعلومات المتعلقة بهذه الفقرة)